# Aarhus
Aarhus [órhus] ( poslech; v letech 1948–2010 Århus) je město v Dánsku, podle počtu obyvatel druhé největší město v zemi. Leží na východním pobřeží Jutského poloostrova při Århuském zálivu (Århus Bugt). Žije zde přibližně 291 tisíc obyvatel. Město je významným námořním přístavem, hospodářským a kulturním střediskem Jutska a také sídlem největší dánské univerzity (38 tisíc studentů), založené roku 1928.

## Pamětihodnosti
- Katedrála sv. Klimenta (Domkirke), původně pozdně románská ze 13. století, po požáru obnovená goticky v 15. století je s délkou 93 m po katedrále v norském Trondheimu druhá největší v severní Evropě. Interiér je bohatě zdoben freskami z let 1480 až 1535.
- Radnice (Rådhus), moderní stavba z let 1938 až 1941, obložená norským mramorem, má 60 m vysokou vyhlídkovou věž se zvonkohrou. V roce 2006 byla vybrána mezi dvanáct nejvýznamnějších architektonických a krajinářských děl dánského kulturního dědictví a zapsána na seznam tzv. Dánského kulturního kánonu.[2]
- Stará radnice z let 1856 až 1857, dnes Dánské muzeum ženy (Kvindemuseet i Danmark).
- Skanzen Den gamle By („Staré město“), zahrnující městské domy z 16. až 19. století, shromážděné z různých částí Dánska.
- Zámek Marselisborg (Marselisborg slot) z let 1899 až 1902 s oborou (Herregård) a arboretem, letní sídlo královské rodiny.

## Aarhuská univerzita
Aarhuská univerzita byla založena 11. září 1928 (původně s poněkud odlišným názvem) a zpočátku měla jen desítky studentů. Výuka probíhala v zapůjčených prostorách, takže potřeba výstavby vlastního kampusu byla naléhavá. Poté, co v roce 1929 obec darovala univerzitě poměrně rozsáhlé pozemky, byla v roce 1930 vypsána architektonická soutěž. Vítězný projekt na celý kampus univerzity společně vypracovali Christian Frederik Møller, Kay Fisker a Povl Stegmann. Začlenění všech budov do terénu, návrh parku a celkové krajinářské řešení navrhl čtvrtý člen týmu, kterým byl krajinářský specialista Carl Theodor Sørensen. 
První budovy komplexu byly dokončeny v roce 1933. Původně v nich sídlily katedry chemie, fyziky a anatomie (později se přestěhovaly do novějších budov). Slavnostní otevření nového kampusu se uskutečnilo 11. září 1933 za účasti krále Kristiána X., královny Alexandry, jejich syna korunního prince Frederika a předsedy vlády Thorvalda Stauninga spolu s tisícovkou pozvaných hostů. Poprvé byl také oficiálně použit nový název univerzity.
V roce 2006 byl původní kampus univerzity z 30. let 20. století včetně parku a celé krajinářské úpravy také vybrán mezi dvanáct nejvýznamnějších architektonických a krajinářských děl dánského kulturního dědictví a zapsán na seznam tzv. Dánského kulturního kánonu. Protože (jak již bylo zmíněno výše) do toho exkluzivního seznamu byla zařazena také Aarhuská radnice, je město Aarhus jediné místo kromě Kodaně, které v něm má více položek.

## Zajímavost
V tomto městě byla 25. června 1998 podepsána Mezinárodní úmluva o přístupu k informacím, účasti veřejnosti na rozhodování a přístupu k právní ochraně v otázkách životního prostředí, známá jako Aarhuská úmluva.

## Osobnosti města
- Ole Rømer (1644–1710), dánský astronom a matematik[5]
- Hans Hedtoft (1903–1955), dánský politik, ministerský předseda v letech 1947–1950 a 1953–1955[6]
- Gabriel Axel (1918–1913), dánský filmový režisér, scenárista a producent[7]
- Rudi Dutschke (1940–1979), německý sociolog a politický aktivista[8]

## Partnerská města
Aarhus má za partnerská následující města:
- Bergen, Norsko
- Göteborg, Švédsko
- Charbin, Čína (1984)
- Kiel, Německo (2017)
- Qaqortoq, Grónsko
- Rostock, Německo (1964)
- Petrohrad, Rusko
- Turku, Finsko

## Galerie

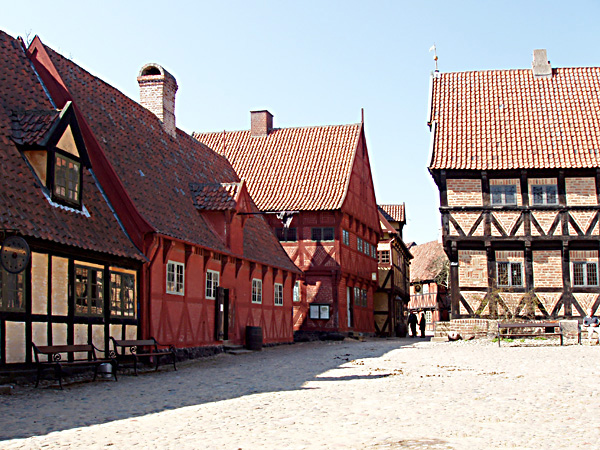
Skanzen Den gamle By
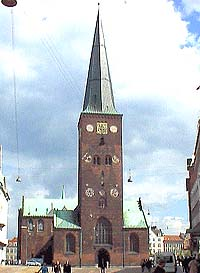
Katedrála sv. Klimenta
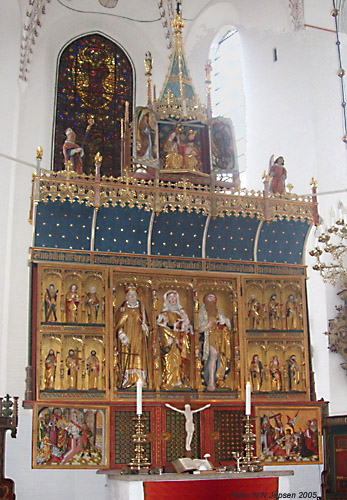
Skříňový oltář v katedrále sv. Klimenta, dílo lübeckého mistra Bernta Notkeho z roku 1479
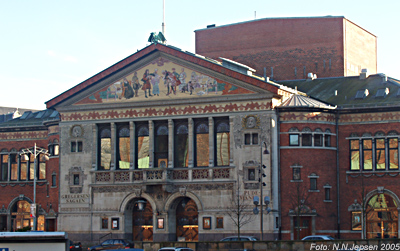
Divadlo